# Rokkō Liner
Pour les articles homonymes, voir Rokkō.
La ligne Rokkō Island (六甲アイランド線, Rokkō airando-sen), communément appelée Rokkō Liner (六甲ライナー, Rokkō rainā), est une ligne de métro automatique sur pneus à Kobe au Japon. Elle relie la gare de Sumiyoshi à l'île de Rokkō. La ligne est exploitée par le Kobe New Transit depuis le 21 février 1990.

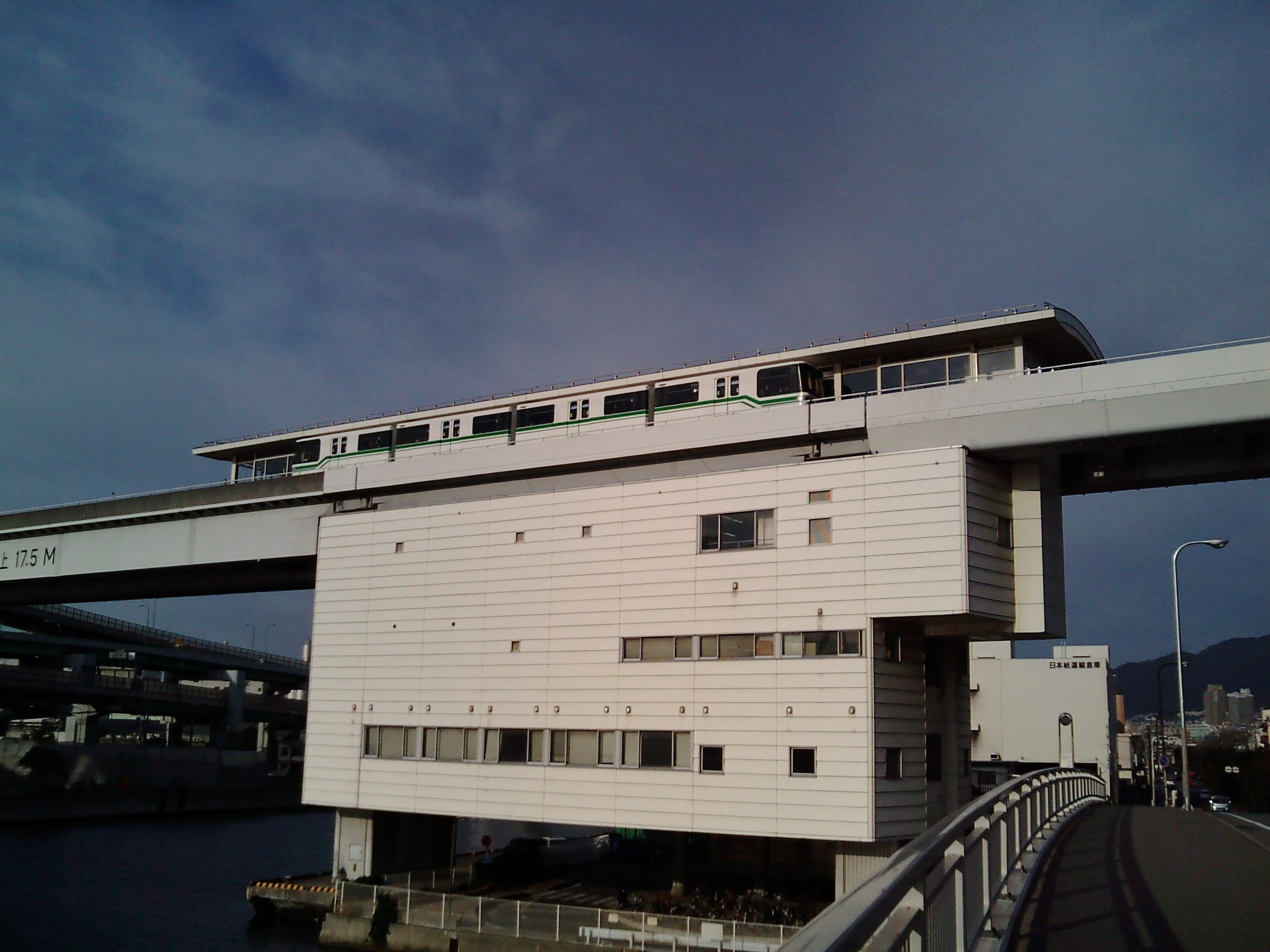
La station Minami Uozaki

## Histoire
Le Rokkō Liner a été inauguré le 21 février 1990 entre Sumiyoshi et l'île de Rokkō. La ligne a été endommagée par le séisme de 1995 de Kobe et il a fallu plusieurs mois pour que le service soit entièrement restauré.

## Stations
La ligne comporte 6 stations, numérotées de R01 à R06.
| Numéro | Station          | Nom japonais       | Distance (km) | Correspondances            |
| ------ | ---------------- | ------------------ | ------------- | -------------------------- |
| R01    | Sumiyoshi        | 住吉               | 0             | JR West : JR Kobe          |
| R02    | Uozaki           | 魚崎               | 1,2           | Hanshin : ligne principale |
| R03    | Minami Uozaki    | 南魚崎             | 2,0           |                            |
| R04    | Island Kitaguchi | アイランド北口     | 3,5           |                            |
| R05    | Island Center    | アイランドセンター | 3,9           |                            |
| R06    | Marine Park      | マリンパーク       | 4,5           |                            |

## Matériel roulant
La ligne est parcourue par des rames pneumatiques à conduite automatique série 1000 et série 3000.
| Série | Livraison | Constructeur              | Nombre | Photo |
| ----- | --------- | ------------------------- | ------ | ----- |
| 1000  | 1990      | Kawasaki Heavy Industries | 11     |       |
| 3000  | 2018      | Kawasaki Heavy Industries | 11     |       |